# Музей естественной истории (Гера)
Музей естественной истории (нем. Museum für Naturkunde in Gera) — один из четырех музеев города Гера; музей естествознания расположен в доме Шрайбера, построенном в 1686—1688 годах в восточном части старого города — рядом с церковью Спасителя.

## История и описание
Дом Шрайбера был построен на востоке района Альтштадт города Гера в период между 1686 и 1688 годами: заказчиком строительства выступил лейпцигский купец Готфрид Пернер. Здание получило свое название в честь семьи Шрайбер — дом служил резиденцией семьи с 1716 по 1847 год. В это время дом получил известность благодаря тому, что он стал единственным жилым зданием во всём городе, пережившим масштабный пожар, произошедший 18 сентября 1780 года. После 1847 года здание рядом с церковью Спасителя перешло в собственность городских властей и стало использоваться, помимо прочего, как место размещение суда и как помещение школы.
Уже после Второй мировой войны, в 1947 году, в доме Шрайбера разместился музей: первоначально это было временное помещения для коллекции городского музея, здание которого серьёзно пострадало в результате боевых действий. После восстановления городского музея, в 1951—1956 годах, бывшая резиденция семьи Шрайбер была преобразована в Музей естественной истории (Музей естествознания). В таком качестве музей, в основном, представляет коллекцию по геологии Геры и региона Восточная Тюрингия, а также — коллекцию животных и растений данного региона. В 2006—2008 годах его посетило от 15 до 18 тысяч человек. К музею естествознания относится и «Höhler Nr. 188» — одна из искусственных полостей (погребов), присутствующих почти под всеми домами в центре Геры и предназначавшихся для хранения пива; в «хёлере» под домом Шрайбера выставлена коллекция минералов. Кроме того, в состав музея входит и городской ботанический сад, расположенный на улице Николаиштрасе.